# Daddala renisigna
Daddala renisigna là một loài bướm đêm trong họ Erebidae.